# Жінка та лялька
Жінка та лялька (фр. La Femme et le pantin, також перекладається як «Жінка та маріонетка») — роман П'єра Луї, написаний 1898 року.

## Сюжет
Під час карнавалу в Севільї француз Андре Стевеноль шалено закохується в молоду і вродливу одружену андалузку Консепсьйон Перес. Обмінявшись швидкими знаками любові, вони шукають способу якнайшвидше зустрітися знову. Пізніше Андре зізнається у своїй пристрасті другові дону Матео Діасу, який, однак, намагається (досить марно) застерегти його від того, щоб не стати маріонеткою в руках жінки.
Матео зізнається, що теж намагався зблизитися з нею; потім він починає розповідати власну історію, стверджуючи, що красива жінка маніпулювала ним. Матео, не бажаючи бути маріонеткою в її руках, врешті втішається в обіймах італійки. Однак у цей момент, після насмішок над ним, Консепсьйон погоджується провести з ним ніч, водночас проявляючи хворобливі ревнощі. Щоб позбутися її, Матео тікає до Марокко.
Вже попереджений своїм другом, Андре зустрічається з жінкою і погоджується сісти в її машину. Провівши разом ніч, він вирішує їхати з новою коханкою до Франції.
Але Матео надсилає жінці листа, в якому благає прийняти його назад.